# Dietschweiler
Dietschweiler ist ein Ortsteil der im rheinland-pfälzischen Landkreis Kusel liegenden Ortsgemeinde Nanzdietschweiler. Bis 1969 war der Ort eine selbständige Gemeinde. Er verfügt jedoch nicht über den rechtlichen Status als Ortsbezirk.

## Lage
Dietschweiler befindet sich im südwestlichen Teil der Ortsgemeinde am orografisch linken Ufer des Glan. Die Gemarkung beträgt 364,91 Hektar. Durch den Ort fließen der Ochsenbach und der Lützelbach, die beide in den Glan münden. Ein Teil der rechten Glanseite gehört ebenfalls zu Dietschweiler, so der Teilort Kreuz einschließlich der Dietschweiler Mühle. Zudem gehört der Lützelbacherhof ebenfalls zum Ort.

## Geschichte
Die erste urkundliche Erwähnung von Dietschweiler erfolgte im Jahr 1437 als Diezwiler; 1477 wurde der Ort als Dyzweiler bezeichnet. Das Siedlungsgebiet beide Orte erstreckte sich zu beiden Seiten des Glans. Das Kloster Hornbach bekam denjenigen Teil links des Glans, die rechte Seite blieb im Besitz des Heiligen Römischen Reiches. Aus letzterer entwickelte sich schließlich Nanzdiezweiler. Später gelangte Dietschweiler in den Besitz des Adelsgeschlechtes Von der Leyen.
Von 1798 bis 1814, als die Pfalz Teil der Französischen Republik (bis 1804) und anschließend Teil des Napoleonischen Kaiserreichs war, war Dietschweiler in den Kanton Waldmohr im Saardepartement eingegliedert. Im Jahr 1816  wechselte der Ort in das Königreich Bayern und gehörte zum Landkommissariat Homburg im Rheinkreis.
1928 hatte der Ort 329 Einwohner, von denen 189 evangelisch und 140 katholisch waren und die in 52 Wohngebäuden lebten.
Im Zuge der rheinland-pfälzischen Verwaltungsreform wurde Dietschweiler mit den Nachbarorten Nanzweiler und Nanzdiezweiler zur neuen Ortsgemeinde Nanzdietschweiler zusammengefasst.

## Einwohnerentwicklung
Im Jahr 1824 lebten in Dietschweiler 269 Menschen. 1928 stieg die Zahl auf 329 an. Zum Zeitpunkt der Eingemeindung in die neu geschaffene Ortsgemeinde Nanzdietschweiler im Jahr 1969 besaß der Ort 351 Einwohner. In der Folgezeit stagnierte die Einwohnerzahl; so lebten 2007 ebenfalls 351 Menschen vor Ort.

## Infrastruktur

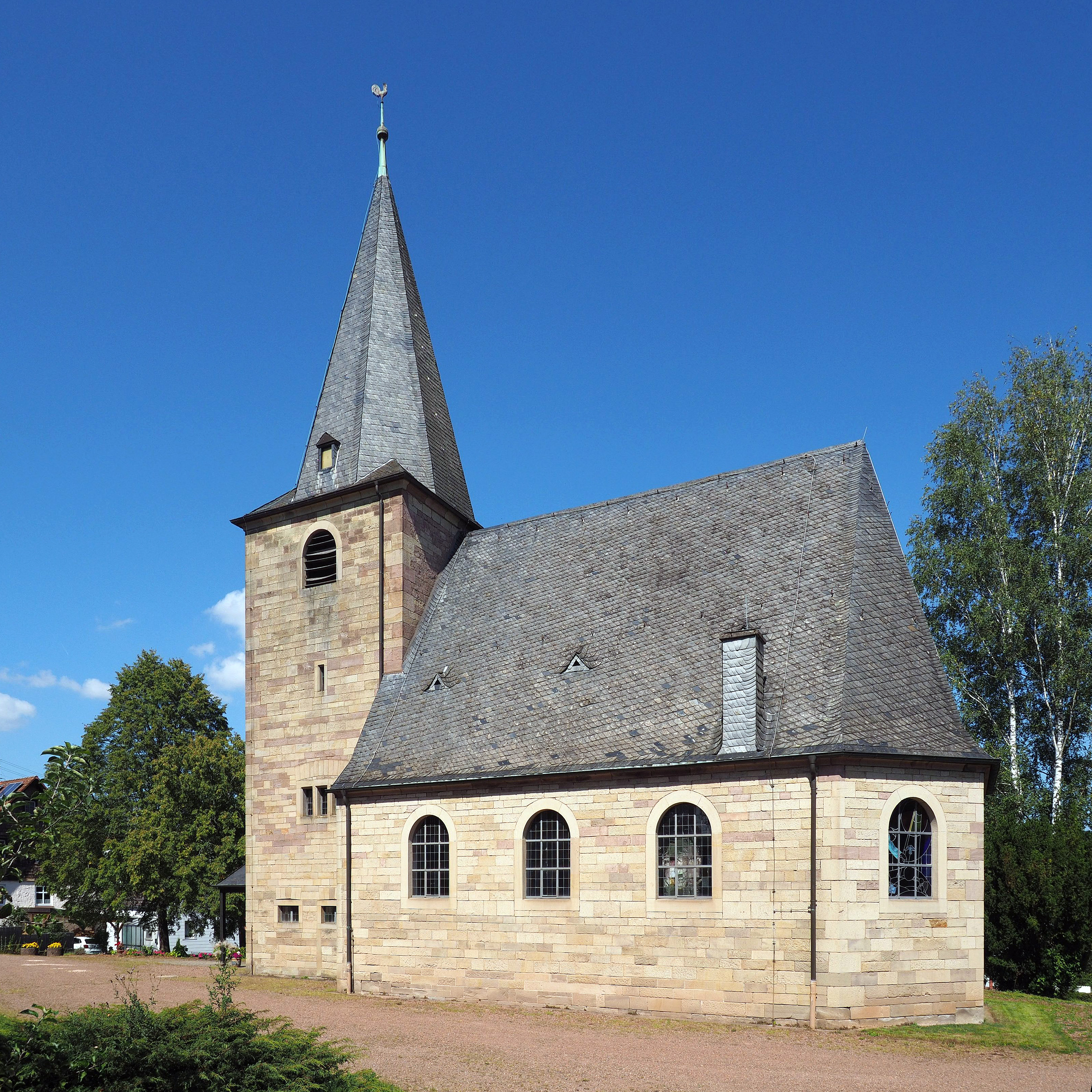
Protestantische Martinskirche Dietschweiler, Ansicht von Südosten

Dietschweiler verfügt über eine Grundschule, die für die gesamte Gemeinde Nanzdietschweiler zuständig ist und vier Klassen umfasst. Früher war vor Ort außerdem ein Posthaus vorhanden. Mit der örtlichen protestantischen Kirche sowie einem Quereinhaus in der Hauptstraße 50 existieren im Ort zudem zwei Kulturdenkmäler.

## Verkehr

### Straße

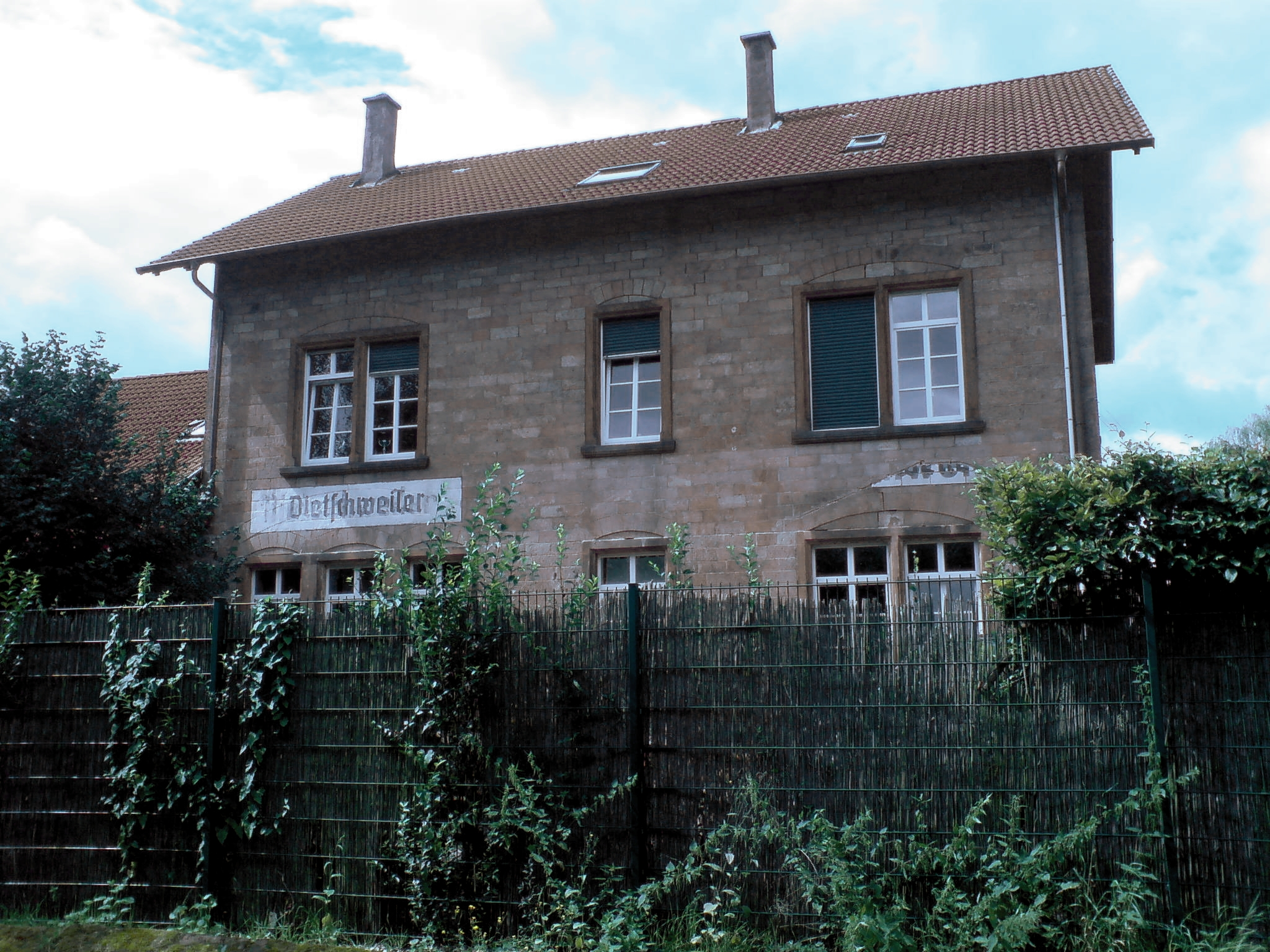
Empfangsgebäude des Bahnhof Dietschweiler

Durch Dietschweiler verläuft die Landesstraße 358, die von Glan-Münchweiler nach Bruchmühlbach verläuft. In Dietschweiler endet außerdem die aus Börsborn kommende Kreisstraße 10.

### Schiene
Dietschweiler erhielt 1904 mit Eröffnung der Glantalbahn Anschluss an das Eisenbahnnetz. Der entsprechende Bahnhof trug zunächst den Namen Dietschweiler-Nanzweiler, ehe er 1912 in Dietschweiler umbenannt wurde. Vor allem durch die dauerhafte Abtrennung des Saarlandes nach dem Zweiten Weltkrieg verlor der Abschnitt Homburg-Glan-Münchweiler, an dem der Bahnhof lag, an Bedeutung. Der Personenverkehr wurde 1981 eingestellt; da der Güterverkehr bereits zuvor zwischen Schönenberg-Kübelberg und Glan-Münchweiler eingestellt worden war, war er fortan ohne regulären Verkehr. Zuletzt war Dietschweiler einer von zwei verbliebenen Unterwegshalten gewesen. Ende der 1980er Jahre wurden die Gleise abgebaut. 2002 wurde auf der Trasse der 2006 auf voller Länge fertiggestellte Glan-Blies-Weg eröffnet.